# دومينيك هاريس
دومينيك هاريس (بالإنجليزية: Dominique Harris)‏ هو لاعب كرة قدم أمريكية ولاعب كرة القدم الكندية أمريكي، ولد في 14 أبريل 1987 في واشنطن العاصمة في الولايات المتحدة.

## وصلات خارجية
- دومينيك هاريس على موقع مرجع كرة القدم المحترفة.كوم (الإنجليزية)
- دومينيك هاريس على موقع JustSportsStats.com (الإنجليزية)